# La Rotonde (centre chorégraphique)
Pour les articles homonymes, voir La Rotonde.
 (juin 2016).

Logo

La Rotonde est un diffuseur québécois spécialisé en danse contemporaine créé en 1996 dans le but de promouvoir à Québec des créations et des représentations de spectacles de danse contemporaine.

## Historique

Ancien logo

En 1996, La Rotonde, diffuseur spécialisé en danse contemporaine à Québec, est créée par le directeur de la compagnie Danse Partout, Luc Tremblay au sein du groupe Danse Partout Inc., qui comprend également la compagnie Danse Partout et L'École de danse de Québec. Johanne Dor prend la direction générale et artistique du nouveau diffuseur.
En 1997, Christiane Bélanger et Sylvie Roussel créent Ancrage, un projet de diffusion et de promotion pour les danseurs indépendants de la Ville de Québec qui donne un premier envol à la Rotonde. Ce projet avait pour mandat de rallier toutes les forces vives du milieu des danseurs et chorégraphes indépendants de la Ville de Québec.
En 1998, aux quatre spectacles de la série régulière, s'ajoutent deux soirées consacrées aux artistes émergents de Québec.
En 2000, dans le cadre des Prix d’excellence des arts et de la culture, le prix du développement culturel est décerné à Johanne Dor, alors directrice de La Rotonde.
En 2002, encore dans le cadre des Prix d’excellence des arts et de la culture, le prix Ville de Québec souligne l’engagement, le dynamisme et la qualité de l’œuvre de La Rotonde.
En 2003, cédant l’espace à L'École de danse de Québec qui prend de l’expansion, La Rotonde quitte ses bureaux et son studio du Centre Alyne-LeBel, boulevard Langelier, et installe son quartier général sur la rue Saint-Joseph.
En 2005, la Rotonde emménage dans les locaux dont elle fait l’acquisition sur la rue du Roi, en plein cœur du quartier Saint-Roch. Le Réseau indépendant des diffuseurs d’événements artistiques unis (RIDEAU) accorde le prix Partenariat au regroupement De scène en scène, dont La Rotonde est membre fondateur.
En 2006, la Rotonde et Grand Théâtre de Québec s'associent pour la première fois pour co-présenter le spectacle Créations de Louise Lecavalier.
En 2007, Christiane Bélanger reçoit le prix François-Samson pour le Développement culturel du Conseil de la culture des régions de Québec-Chaudières Appalaches.
En 2007, Steve Huot, jusqu’alors responsable du développement de La Rotonde, succède à Johanne Dor à la direction générale et artistique.
En 2008, la saison 08-09 passe de 7 à 9 spectacles présentés grâce à des co-présentations avec des partenaires.
En 2009 est déposée l'étude d'opportunité et d'impact de l'achat du 336, rue du Roi définissant pour la première fois ce qui deviendra le projet Maison pour la danse de Québec.
En 2011, la Rotonde célèbre son 15e anniversaire et la saison 11-12 bat des records : 11 spectacles, 7554 spectateurs, une moyenne de 687 spectateurs par spectacle.
En 2012 est créé le poste de directeur général du Groupe Danse Partout Inc. qui réunit La Rotonde et L'École de danse de Québec, et Steve Huot est nommé à cette fonction. Une vaste restructuration s'amorce. Cette même année, le Ministère de la Culture et des Communications et la ville de Québec font conjointement l'annonce de leur accord de principe pour des investissements respectifs de 2,5 millions de dollars et de 750 000 dollars dans le projet Maison pour la danse de Québec.
En 2013, la Rotonde fait l'acquisition de la totalité de l'immeuble du 336, rue du Roi, en vue d'y réaliser la Maison pour la danse de Québec dans un avenir proche. C'est aussi en 2013 qu'est créé le poste de directrice générale adjointe du Groupe Danse Partout Inc. et Nadia Bellefeuille est embauché à cette fonction.
En 2015, le gouvernement du Québec annonce une aide financière de 2,5 millions de dollars pour la réalisation de la Maison pour la danse, 3e entité du Groupe Danse Partout Inc. L’ouverture de cette nouvelle ressource culturelle, prévue pour 2017, lui donnera des bases solides pour son développement dans les années futures.
En 2016, le ministère du Patrimoine canadien annonce une aide financière de 1,5 million de dollars pour la réalisation de la Maison pour la danse. La Rotonde lance sa 20e saison en 2016-2017.

## Artistes présentés
Au cours des saisons, La Rotonde a entre autres présenté des œuvres chorégraphiques de Daina Ashbee, Yvann Alexandre, Virginie Brunelle, Marie Chouinard, Annie Gagnon, Frédérick Gravel, Emmanuel Jouthe, Alan Lake, Louise Lecavalier, Karine Ledoyen, Ismaël Mouaraki, Ohad Naharin, José Navas, Crystal Pite, Anne Plamondon, Victor Quijada, Harold Rhéaume, Manuel Roque et Hofesh Shechter.

## Lieux de diffusion
Diffuseur nomade, La Rotonde présente sa programmation dans divers lieux, notamment le Grand Théâtre de Québec, la Maison pour la danse, le Théâtre jeunesse Les Gros Becs, Méduse et Le Diamant.